# Fundación Blender
La Fundación Blender (en inglés: "Blender Foundation") es una organización sin ánimo de lucro que se encarga del desarrollo de Blender, un programa de código abierto para modelado 3D. Dirigida por Ton Roosendaal, el autor original del programa, fue fundada gracias a las donaciones, que permiten a Ton Roosendaal dedicarse profesionalmente al desarrollo de Blender y mantienen la infraestructura, posibilitando el desarrollo del programa, su distribución y otras actividades. La meta principal de la fundación es proporcionar un acceso fácil a la tecnología de ilustración en 3D mediante Blender.
Desde el sitio web de Blender, la fundación proporciona varios recursos para apoyar a la comunidad que utiliza Blender. En particular, organiza una "Conferencia Blender" anual en Ámsterdam para discutir la evolución del programa, y está presente con un stand en el SIGGRAPH, la gran conferencia sobre gráficos por computadora en general.

## Instituto Blender
Luego del éxito de Elephants Dream, se necesitaba una separación entre lo que son los proyectos organizados por la Fundación Blender (como la Blender Conference, o los Google Summer of Code), y la producción de proyectos de animación.
Con ese fin se creó el Instituto Blender (en inglés: "Blender Institute"), situado en Ámsterdam, Holanda donde principalmente se producen los proyectos abiertos, y desde donde también  son enviados los productos de la tienda Blender E-Shop. Otros proyectos suelen realizarse también en el Instituto, como los Open Movie Workshops (serie de tutoriales hechos por exparticipantes de los proyectos abiertos).

## Proyectos del Instituto Blender
El Instituto Blender ha desarrollado varios proyectos o producciones en etapas, en cada producción han desarrollado las herramientas necesarias para realizar sus proyectos, llevando así a la vez de la producción de cortometrajes, una mejora en la potencia de su software Blender.

### Elephants Dream
Elephants Dream (Sueño de los Elefantes), es un cortometraje realizado por la Fundación Blender en 2006. Es el primer cortometraje de la historia de animación realizada prácticamente usando sólo software libre y que además se ofrece de forma pública con licencia o condiciones basada en la filosofía del conocimiento libre, su duración es 11 minutos. Se realizó utilizando un presupuesto de 120 mil euros.

### Big Buck Bunny
Big Buck Bunny es la segunda producción realizada por el Instituto Blender, El trabajo comenzó en octubre de 2007 y la película se estrenó del 10 de abril de 2008 en Ámsterdam. Fue realizada con un presupuesto de 150 mil euros.

### Yo Frankie!
Yo Frankie! Es un videojuego desarrollado en 2008 por Instituto Blender, parte de la Fundación Blender. Es distribuido bajo licencia CC-BY 3.0. El juego está basado en 'Frankie', un personaje de la película de Big Buck Bunny. Está hecho usando Blender.

### Sintel
Sintel es el tercer cortometraje realizado por el Instituto Blender. Es un cortometraje de ambiente fantástico, su protagonista es Sintel, en neerlandés sintel quiere decir “ascua” o “brasa”. Su presupuesto fue de 400 mil euros, tiene una duración de 14 minutos.

### Tears of Steel
Tears of steel o proyecto mango es el cuarto cortometraje realizado por la Fundación Blender el cual se está utilizando solo software libre. Tiene una duración de 12 minutos.

### Caminandes Gran Dillama
Caminandes es una serie de cortos de animación. El protagonista es Koro, una llama que se enfrenta a un obstáculo en cada episodio. 
Hasta el momento se han realizado los siguientes episodios: Caminandes 1: Llama Drama (2013), Caminandes 2: Gran Dillama (2013) y Caminandes 3: Llamigos (2016).
- Caminandes 1: Llama Drama (2013)
- Caminandes 2: Gran Dillama (2013)
- Caminandes 3: Llamigos (2016)

## Cursos Oficiales
En el Instituto Blender, en Ámsterdam, es donde se imparten los cursos oficiales, acordes con el programa.